# Gerald Green
Gerald Green Jr. (ur. 26 stycznia 1986 w Houston) – amerykański koszykarz występujący na pozycji niskiego skrzydłowego.
Po zakończeniu nauki w szkole średniej Gulf Shores Academy (Teksas), Green został wybrany do ligi NBA w pierwszej rundzie draftu z numerem 18 przez Boston Celtics. Kilkukrotnie brał udział w konkursach wsadów, wygrywając m.in. McDonald’s All-American Slam Dunk Contest w 2005, oraz NBA Slam Dunk Contest w 2007. Rok później zajął drugie miejsce przegrywając w finale z Dwightem Howardem. Po kilku latach przerwy w trakcie sezonu 2011/12 wrócił do NBA. Podpisał 10 dniowy kontrakt z New Jersey Nets, po czym został on przedłużony do końca sezonu. W lipcu 2012 został zawodnikiem Indiany Pacers. W sezonie 2013/2014 trafił do Phoenix Suns.
Przez lata występował w letniej lidze NBA. Reprezentował Boston Celtics (2005, 2006), Dallas Mavericks (2008), Los Angeles Lakers (2010).
W lipcu 2015 podpisał umowę z klubem Miami Heat. 27 lipca 2016 zawarł kontrakt z Boston Celtics. 24 września 2017 został zawodnikiem Milwaukee Bucks na czas obozu przygotowawczego. 14 października 2017 został zwolniony. 28 grudnia zawarł kontrakt do końca sezonu z drużyną Houston Rockets.
5 lutego 2020 trafił w wyniku wymiany z udziałem czterech zespołów do Denver Nuggets. 7 lutego 2020 opuścił klub. 19 grudnia został zwolniony przez Rockets.
23 października 2021 ogłosił zakończenie kariery zawodniczej, przechodząc do sztabu trenerskiego Houston Rockets jako trener ds. rozwoju indywidualnego zawodników.

## Osiągnięcia
Stan na 21 grudnia 2020, na podstawie, o ile nie zaznaczono inaczej.
Szkoła średnia
- MVP ABCD All-Star Camp (2004)
- Wybrany do II składu All-USA (2005 przez USA Today)
- Uczestnik spotkania:
  - Nike Hoop Summit (2005)
  - McDonald’s All-American (2005)
- Zwycięzca McDonald’s All-American Slam Dunk Contest (2005)

Drużynowe
- Uczestnik rozgrywek Eurocup (2010/11)[14]

Indywidualne
- MVP:
  - meczu gwiazd NBA D-League (2012)
  - tygodnia D-League (13.02.2013)
- Uczestnik meczu gwiazd:
  - D-League (2012)
  - rosyjskiej ligi PBL (2011)[15]
- Zaliczony do I składu All-Rocky Mountain Revue (2008)
- Zwycięzca konkursu wsadów w Rosji – BEKO PBL Slam Dunk Conetst (2011)[16]
- Wicemistrz konkursu wsadów w Rosji – Gatorade Slam Dunk Contest (2010)[17]

NBA
- Zwycięzca konkursu wsadów NBA (2007)
- Wicemistrz konkursu wsadów NBA (2008)
- 3-krotny uczestnik konkursu wsadów podczas NBA All-Star Weekend (2007–2008, 2013)[18]